# Ukrainische Botschaft in Addis Abeba

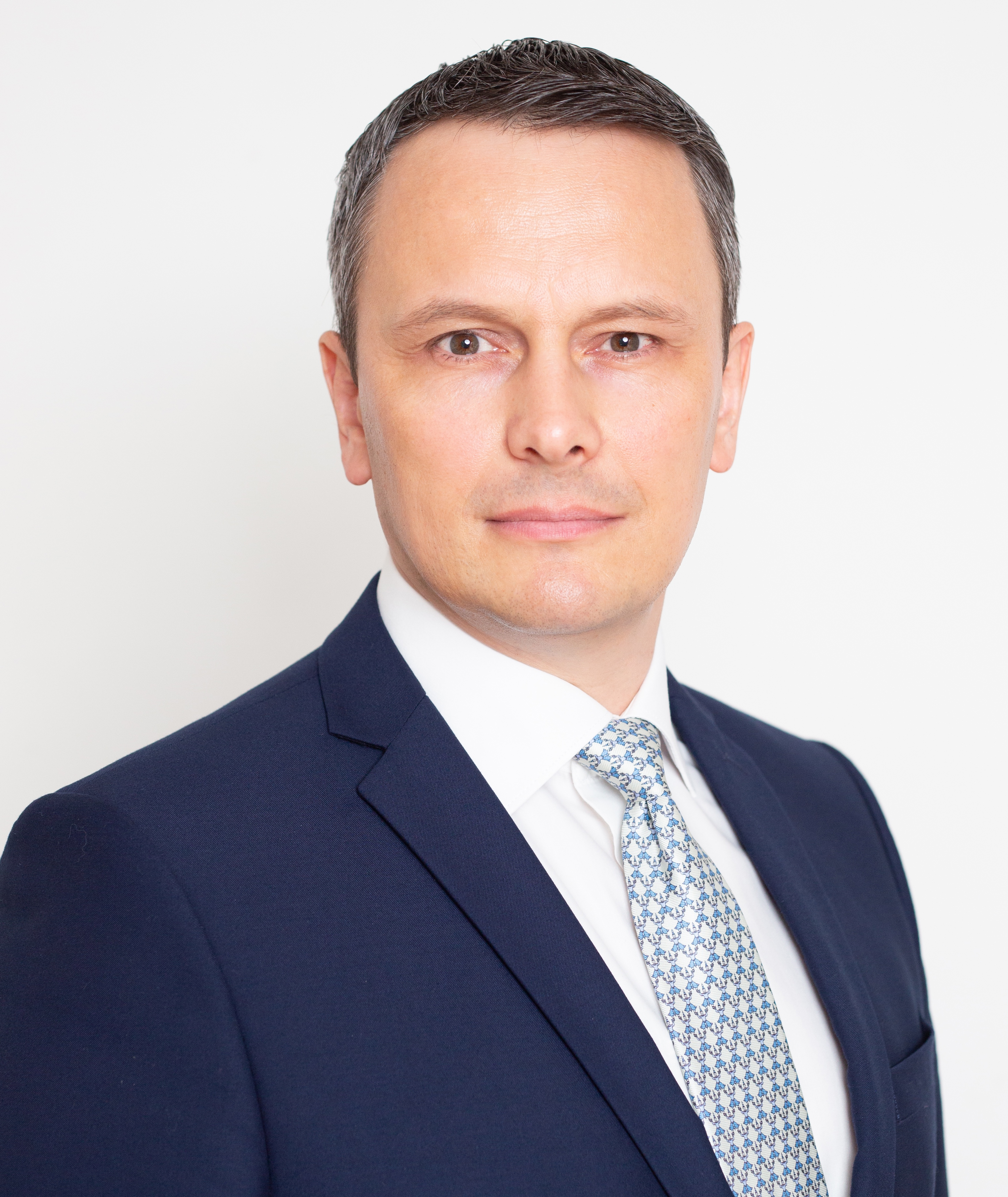
Oleksandr Sub, Chargé d’Affaires seit Mai 2021

Die ukrainische Botschaft in Addis Abeba ist die diplomatische Vertretung der Ukraine in Äthiopien. Das Botschaftsgebäude befindet sich in der Sub City Yeka im Osten der Hauptstadt Addis Abeba.

## Diplomatische Beziehungen
Nach dem Zerfall der Sowjetunion erklärte sich die Ukraine im August 1991 für unabhängig. Äthiopien erkannte die Unabhängigkeit der Ukraine im Januar 1992 an und am 1. April 1993 wurden die diplomatischen Beziehungen aufgenommen. Oleksij Rybak wurde im Oktober 2000 erster Botschafter der Ukraine in Äthiopien. Im Juni 2003 verlegte er die Botschaft von Tripolis in Libyen nach Addis Abeba. Sein Nachfolger wurde im März 2005 Wladyslaw Demjanenko, der 2009 von Oleksandr Burawtschenkow abgelöst wurde.
Chargé d’Affaires der Ukraine in Äthiopien ist seit Mai 2021 der Botschaftsrat Erster Klasse Oleksandr Sub. Vor seinem Studium hatte er von 1994 bis 1995 an der UN-Friedensmission UNPROFOR im ehemaligen Jugoslawien teilgenommen.

## Konsulareinrichtungen der Ukraine in Äthiopien
Die Botschaft unterhält eine Konsularabteilung in Addis Abeba.

## Belege
1. ↑  Ukrainische Botschaft: History of the Embassy. Englisch, abgerufen am 30. Mai 2025.
2. ↑  Ukrainische Botschaft: «З історії Посольства». Ukrainisch, abgerufen am 30. Mai 2025.
3. ↑  Ukrainische Botschaft: Zub Oleksandr. Englisch, abgerufen am 30. Mai 2025.

Koordinaten: 8° 59′ 33,9″ N, 38° 47′ 5,8″ O